# Rivière Vauquelin
Rivière Vauquelin är ett vattendrag i Kanada.   Det ligger i provinsen Québec, i den östra delen av landet, 1 100 km norr om huvudstaden Ottawa.
Omgivningarna runt Rivière Vauquelin är i huvudsak ett öppet busklandskap. Trakten runt Rivière Vauquelin är nära nog obefolkad, med mindre än två invånare per kvadratkilometer.